# Атеросклеротична хвороба серця
Атеросклеротична хвороба серця — різновид ішемічної хвороби серця. Виникає найчастіше після атеросклерозу коронарних артерій. Хвороба характеризується відкладенням на стінках коронарних артерій холестерину, бляшки (атерома) якого згодом перекривають судини, що призводить до порушення кровообігу і відмирання тканин. Захворювання характеризується млявим перебігом та відсутністю виражених симптомів, але визначається високою смертністю серед пацієнтів похилого віку.

## Причини
Утворення та накопичення холестеринових бляшок (або атером) на стінках коронарних артерій — головна причина атеросклеротичної хвороби серця. Вони перешкоджають кровопостачанню серцевого м'яза. У пацієнтів похилого віку ці зміни трапляються дуже часто. Ризик формування атером та патологічних змін коронарних артерій збільшують такі фактори:
- високий рівень холестерину. Речовина синтезується у печінці із насичених жирів. Дисфункція печінки спричинює підвищений вміст холестерину в крові;
- неправильне харчування. Надмірна кількість жирної, солодкої їжі в раціоні призводить до утворення «поганого» холестерину, який відкладається на стінках кровоносних судин;
- ожиріння;
- куріння, оскільки сигаретний дим надає стресову дію на серце та ушкоджує внутрішню оболонку судин;
- постійно підвищений артеріальний тиск збільшує навантаження на серцевий м'яз;
- обмежена рухова активність викликає застійні явища у системі кровообігу. Малорухливий спосіб життя посилює дію інших факторів ризику;
- ризик розвитку атеросклерозу вдвічі вищий у хворих на цукровий діабет;
- спадковість. Наявність захворювання у чоловіків молодших 55 років і жінок молодших 65 років, з якими пов'язує кровна спорідненість, — показник генетичної схильності до розвитку патології.

## Симптоми
Перші ознаки недуги невідчутні для людини. Специфічні симптоми з'являються на гострій стадії захворювання:
- тяжкість та біль за грудиною;
- поява запаморочень у стресовій ситуації;
- загальне нездужання;
- слабкість;
- задишка у стані спокою та при незначному фізичному навантаженні (наприклад, при ходьбі);
- постійний головний біль;
- утруднені ковтальні рефлекси;
- підвищений артеріальний тиск;
- холодні верхні та нижні кінцівки та почуття поколювання в них;
- зниження тонусу мімічних м'язів;
- проблеми з промовою;
- сильне потовиділення.

## Розвиток
Розвиток атеросклеротичної хвороби серця відбувається поступово. Патологічний процес передбачає кілька послідовних стадій:
- На першому етапі формується ліпідна (жирова) пляма. Спостерігається локальне зниження кровотоку, відбуваються незначні ушкодження коронарних артерій як набряку і розпушення судинної стінки. Місце розгалуження судин найуразливіше. На початковій стадії захворювання організм запускає захисний механізм, спрямований на руйнування відкладень ліпідів та усунення пошкоджень судинних стінок. Тривалість першої стадії залежить від індивідуальних особливостей організму.
- Ліпосклероз — назва другої стадії захворювання. Вона характеризується формуванням атеросклеротичної бляшки — у місці відкладення ліпідів розростається сполучна тканина. Розчиняти новоутворення недоцільно. Фрагменти атероми закупорять просвіт коронарної артерії, а місце її прикріплення є сприятливим для формування тромба.
- На третій стадії патології до атероматозної бляшки приєднуються солі кальцію (кальциноз). Такі структури відрізняються особливою щільністю та значно звужують діаметр кровоносної судини.

Атеросклеротичні бляшки при подальшому розвитку хвороби твердніють або розриваються. Затверділі структури порушують постачання в серце кисню та поживних речовин. Хворий відчуває серцевий біль, дискомфорт, з'являється напад стенокардії. До атероми, що розірвалася, активно приєднуються тромбоцити і формується тромб. Він обтяжує симптоми стенокардії і ще більше звужує просвіт коронарної артерії. При повній закупорці судини розвивається інфаркт міокарда (некроз м'язової оболонки серця).

## Лікування
При діагностованому ризику атеросклерозу серця пацієнтам необхідно дотримуватися рекомендацій дієтолога і довічно приймати препарати з групи статинів для нормалізації рівня холестерину. Важливо контролювати тиск та спостерігатися у кардіолога. Враховуючи складність діагностики атеросклеротичних змін коронарних артерій, необхідно виконувати низку правил, які допоможуть запобігти розвитку небезпечної патології:
- Кинути палити. Небезпечно активне та пасивне куріння.
- Позбутися зайвої ваги, регулярно контролювати масу тіла та підтримувати цей показник у межах вікової норми. Зайві жирові відкладення створюють додаткове навантаження на серце та провокують підвищення артеріального тиску.
- Займатися фізкультурою. Активний кровообіг нормалізує тиск, знижує ризик розвитку цукрового діабету, благотворно діє весь організм. Ходьба, біг, плавання — будь-який вид дозволеного кардіонавантаження надає позитивну дію на здоров'я серця та судин.
- Правильно харчуватися. Виключити рафіновані вуглеводи, трансжири, обмежити вживання тваринних жирів. Віддати перевагу злакам, м'ясу птиці, рибі, овочам та фруктам, рослинним маслам.
- Уникати стресів і підвищувати стресостійкість. Освоїти розслаблюючі практики, йогу, самогіпноз. Цікаво організувати дозвілля, слухати музику, читати, спілкуватися — підійде все, що приносить позитивні емоції.
- Періодично проводити ліпідограму (дослідження жирових компонентів плазми крові) для оцінки ризику розвитку атеросклеротичних змін.

На раннії стадіях розвитку хвороби застосовують медикаментозне лікування. До списку необхідних медикаментів входять:
- статини. Препарати знижують рівень холестерину.
- антиагреганти. Лікарські засоби, що перешкоджають утворенню тромбів.
- бета-блокатори. Надають спрямовану дію на уповільнення серцевого ритму та зниження кров'яного тиску.
- нітрогліцерин. На короткий час розширює коронарні артерії поліпшення кровопостачання серця.
- інгібітори ангіотензинперетворюючого ферменту, блокатори рецепторів ангіотензину. Обидві групи фармпрепаратів знижують артеріальний тиск та уповільнюють процес розвитку атеросклерозу серця.
- сечогінні лікарські засоби. Виводять надмірну рідину та сприяють зниженню тиску.

Атеросклеротична хвороба серця останньої стадії характеризується максимальним звуженням коронарних артерій. Консервативне лікування в даному випадку малоефективне, тому вдаються до хірургічного втручання. Оперативні методи лікування швидко відновлюють прохідність артерій, але вони не здатні усунути першопричину захворювання. Існує кілька методик проведення операції для відновлення кровопостачання серця:
- Судинне стентування. У просвіт ураженої артерії вводять довгий, тонкий катетер. З його допомогою у місце звуження підводять спеціальну балонну конструкцію та розширюють її. Вона притискає бляшку холестерину до стінки судини. Для підтримки відкритого стану артерії запроваджується внутрішньосудинний протез (стент).
- Шунтування коронарних артерій. Найпопулярніший метод хірургічного лікування. Суть операції — створення обхідного каналу, який нормалізує кровопостачання міокарда, ураженого ішемічними захворюваннями.
- Лазерна ангіопластика. Прохідність коронарних артерій відновлюється лазерним випромінюванням.